# Gunnar Blix
Fritiof Gunnar Blix (* 7. September 1894 in Lund; † 10. Juni 1981 in Uppsala) war ein schwedischer Physiologe und Professor an der Universität Uppsala.

## Akademischer Werdegang
Blix ging in Lund zur Schule und erlangte 1912 seinen Abschluss. Im gleichen Jahr wurde er an der Universität Lund immatrikuliert, wo er Medizin studierte. 1916 legte er das Kandidatexamen und 1922 das Lizenziat ab. 1925 schloss Blix das Studium als Doktor der Medizin ab und wechselte an die Universität Uppsala, um eine Stelle als Laborator der Physikalischen Chemie anzutreten. Von 1930 bis 1961 war Blix in Uppsala als Professor der Medizinischen und Physiologischen Chemie tätig.

## Wirken
Blix' Forschungsschwerpunkt war die Physiologische Chemie und Nahrungsmittelforschung. Viele seiner Arbeiten behandelten die Chemie der Fette, Blutfette und Diabetes. Zusammen mit Arne Tiselius und Harry Svensson entdeckte Blix die Lipoproteine 1941. Blix betätigte sich auch an Forschungen von Hyaluronan.
Blix war Mitglied der Königlichen Gesellschaft der Wissenschaften in Uppsala, Ehrenmitglied der Österreichischen Gesellschaft für Mikrochemie (1950) sowie der Königlich Schwedischen Akademie der Wissenschaften. Von 1956 bis 1961 war er Prorektor der Universität Uppsala.
Gunnar Blix stammt von dem alten jämtländischen Geschlecht der Blix ab. Er war der Sohn von Magnus Blix (1849–1904) und der Vater des schwedischen Politikers Hans Blix (* 1928). Er liegt auf dem Friedhof von Uppsala begraben.